# Liste der Deutschen Meister im Bobsport
Die Liste der Deutschen Meister im Bobsport enthält – wenn bekannt – alle Deutschen Meister im Bobsport in den Kategorien Zweierbob und Vierer- bzw. Fünferbob der Herren und Zweierbob der Damen.

## Herren

### Von 1910 bis 1930
| Jahr      | Austragungsort | Zweierbob                                        | Fünferbob                                                                                                  |
| --------- | -------------- | ------------------------------------------------ | --- |
| 1909      | Oberhof        |                                                  | Bob Wickersdorf                                                                                            |
| 1910      | Oberhof        |                                                  | Bob Wickersdorf II                                                                                         |
| 1911      | Oberhof        |                                                  | Bob Wickersdorf I                                                                                          |
| 1912      | Oberhof        |                                                  | Bob Wickersdorf I                                                                                          |
| 1913      | Oberhof        |                                                  | Bob Kondor (Wagner/Marienbad)                                                                              |
| 1914      | Oberhof        |                                                  | Bob des Akademischen Sport-Clubs München                                                                   |
| 1915–1920 | 1915–1920      | nicht ausgetragen                                | nicht ausgetragen                                                                                          |
| 1921      | Oberhof        | Otto Klemm / Dr. E. Jung (BC Schwaben)           | Otto Klemm / H. Brost / Friedrich Carl Graf von Hohenau / St. Klemm / Dr. E. Jung (BC Oberhof)             |
| 1922      |                | Otto Griebel / von Grunelius (BC Oberhof)        | F. G. Meyerweißflog / Eduard Winter / Wolfgang Dressler / Paul Volkhardt / Hans Hermann Weber (BC Oberhof) |
| 1923      |                | E. Diepholz / Graf Beißel (BC Oberhof)           | Willy Herbrechter / Fritz Schlüter / Rudi Ochs / Hamm / Gottfried Künstler (BC Sauerland)                  |
| 1924      |                | Wetzel / Fritz Gömöri (BC Taunus)                | Julius Moro / Hermann Döbler / Frau Moro / Geo Trabert / Karl Schraffl (Kitzbühel)                         |
| 1925      |                | Erwin Hachmann / Friedrich Jürgens (Berliner SC) | Otto Griebel / Gert Rottger / Irmin von Nathusius / Ernst Griebel                                          |
| 1926      | 1926           | nicht ausgetragen                                | nicht ausgetragen                                                                                          |
| 1927      |                | Werner Zahn / Werner Schröder (BC Schwarzwald)   | Werner Zahn / Hermann Völkel / Werner Schröder / Kirchner / Nawrath (BC Sauerland)                         |
| 1928      |                | Anna (BC Oberhof)                                | Otto Griebel / Ernst Griebel / Peter Berg / Louis Fade / Hans Mehlhorn (BC Oberhof)                        |
| 1929      |                | Fritz Grau / Albert Brehme (Berliner SC)         | Fritz Grau / Hans Picker / Albert Brehme / Helmut Hopmann / Bertram (Berliner SC)                          |
| 1930      |                | Hanns Kilian / Sebastian Huber (SC Riessersee)   | Werner Zahn / Nägle / v. Reinhardt / Schmidt / Clausing (Berliner SC)                                      |

### Seit 1931
| Jahr      | Austragungsort | Zweierbob                                                                                        | Viererbob |
| --------- | -------------- | ------------------------------------------------------------------------------------------------ | --- |
| 1931      |                | Werner Huth / Max Ludwig (Berliner SC)                                                           | Hanns Kilian / Sebastian Huber / Fritz Schwarz / Hans Jocher (SC Riessersee)                                                  |
| 1932      |                | Michael Ritter von Newlinski / Albert Frick (Berliner SC)                                        | Walter Düsedau / Carl Heimann / Otto-Heinrich Oster / Fritz Pelchen (Berliner SC)                                             |
| 1933      |                | Werner Zahn / Helmut Hopmann (BC Schwarzwald)                                                    | Fritz Wiese / Adolf Ruhstrat / Dr. Müller / Dr. Wurmer (SG Hahnenklee)                                                        |
| 1934      |                | Fritz Grau / Albert Brehme (Berliner SC)                                                         | Fritz Wiese / Adolf Ruhstrat / Dr. Müller / Dr. Wurmer (SG Hahnenklee)                                                        |
| 1935      |                | Reto Capadrutt (St. Moritz) / Hans Aichele                                                       | Walter Trott / Fritz Vonhof / Wolfgang Kummer / Rudolf Werlich (BC Oberhof)                                                   |
| 1936      | 1936           | nicht ausgetragen                                                                                | nicht ausgetragen |
| 1937      |                | Gerhrad „Bibo“ Fischer / Rolf Thielecke (BC Oberhof)                                             | Walter Trott / Wolfgang Kummer / unbekannt / unbekannt (BC Oberhof)                                                           |
| 1938      |                | Gerhrad „Bibo“ Fischer / Rolf Thielecke (BC Oberhof)                                             | Hanns Kilian / Valentin Krempl / Werner Windhaus / Bobby Braumüller (SC Riessersee)                                           |
| 1939      |                | Hanns Kilian / Schletter (SC Riessersee)                                                         | Hanns Kilian / Franz Kemser / Werner Windhaus / Lechner (SC Riessersee)                                                       |
| 1940–1948 | 1940–1948      | nicht ausgetragen                                                                                | nicht ausgetragen |
| 1949      |                | Hans Winkler / Sylvester Wackerle (SC Riessersee)                                                | Hanns Kilian / Franz Kemser / Werner Windhaus / Hans Schmidt (SC Riessersee)                                                  |
| 1950      |                | Anderl Ostler / Lorenz Nieberl (SC Riessersee)                                                   | Anderl Ostler / Sylvester Wackerle / Lorenz Nieberl / Hans Winkler (SC Riessersee)                                            |
| 1951      |                | Anderl Ostler / Lorenz Nieberl (SC Riessersee)                                                   | Fritz Wiese / F. Berger / B. Frick / W. Kraus (SG Hahnenklee)                                                                 |
| 1952      |                | M. Probst / L. Schloß (BC München)                                                               | Anderl Ostler / Xavier Leitl / Michael Pössinger / Lorenz Nieberl (SC Riessersee)                                             |
| 1953      |                | Anderl Ostler / Franz Kemser (SC Riessersee)                                                     | Theodor Kitt / Lorenz Nieberl / Klaus Koppenberger / Josef Grün (BC München)                                                  |
| 1954      |                | Anderl Ostler / Lorenz Nieberl (SC Riessersee)                                                   | Anderl Ostler / Lorenz Nieberl / Hans Wendlinger / Hans Hohenester (SC Riessersee)                                            |
| 1955      |                | Hans Rösch / Hans Terne (SC Riessersee)                                                          | Hans Rösch / Hans Terne / Michael Pössinger / Max Esprester (SC Riessersee)                                                   |
| 1956      |                | S. Erbs / S. Jordan (SG Hahnenklee)                                                              | Hans Rösch / Sylvester Wackerle / Alfred Hammer / J. Hummerl (SC Riessersee)                                                  |
| 1957      | 1957           | nicht ausgetragen                                                                                | nicht ausgetragen |
| 1958      |                | Josef Hecht / Albert Seidenkranz (BC Ebnet)                                                      | nicht ausgetragen |
| 1959      |                | Josef Hecht / Walter Fischer (BC Ebnet)                                                          | nicht ausgetragen |
| 1960      |                | Franz Schelle / Otto Göbl (SV Ohlstadt)                                                          | Hans Rösch / Walter Haller / Alfred Hammer / Theodor Bauer (SC Riessersee)                                                    |
| 1961      |                | Josef Hecht / Franz Kotterer (BC Ebnet)                                                          | Hans-Günter Butz / Ulrich Steinhausen / Ernst-Adolf Butz / Hugo Wahle (BC Sauerland)                                          |
| 1962      |                | Franz Schelle / Otto Göbl (SV Ohlstadt)                                                          | Franz Schelle / Otto Göbl / Josef Sterff / Ludwig Siebert (SV Ohlstadt)                                                       |
| 1963      |                | Franz Wörmann / Hans Wagner (SC Riessersee)                                                      | Franz Schelle / Otto Göbl / Josef Sterff / Ludwig Siebert (SV Ohlstadt)                                                       |
| 1964      |                | Josef Lautenbacher / J. Bosch (TSV Weilheim)                                                     | nicht ausgetragen |
| 1965      |                | Hubert Honekamp / Heinz-Ottmar Diemel (BC Sauerland)                                             | Franz Wörmann / Hubert Braun / Josef Gerg / Karl Ostler (SC Riessersee)                                                       |
| 1966      | 1966           | nicht ausgetragen                                                                                | nicht ausgetragen |
| 1967      |                | Horst Floth / Frank Lange (SC Riessersee)                                                        | Franz Wörmann / Hubert Braun / Josef Gerg / Karl Ostler (SC Riessersee)                                                       |
| 1968      |                | Hans-Günter Butz / Hubert Honekamp (BC Sauerland)                                                | Wolfgang Zimmerer / Peter Utzschneider / Walter Steinbauer / Stefan Gaisreiter (SV Ohlstadt)                                  |
| 1969      |                | Wolfgang Zimmerer / Peter Utzschneider (SV Ohlstadt)                                             | Klaus Heiß / Johann Peter / Theo Hauptmann / Klaus Krögler (SV Ohlstadt)                                                      |
| 1970      |                | Horst Floth / Pepi Bader (SC Riessersee)                                                         | nicht ausgetragen |
| 1971      |                | Wolfgang Zimmerer / Peter Utzschneider (SV Ohlstadt)                                             | Helmut van den Ende / Günter Panholzer / Peter Keiner / Günter Teichmann (SC Riessersee)                                      |
| 1972      |                | Wolfgang Zimmerer / Peter Utzschneider (SV Ohlstadt)                                             | nicht ausgetragen |
| 1973      |                | Georg Heibl / Fritz Ohlwärter (WSV Königssee)                                                    | Helmut van den Ende / Günter Panholzer / Bernhard Marzusch / Peter Keiner (SC Riessersee)                                     |
| 1974      |                | Stefan Gaisreiter / Manfred Schumann (SV Ohlstadt)                                               | Georg Heibl / Hans Moreat / Siegfried Radandt / Fritz Ohlwärter (WSV Königssee)                                               |
| 1975      |                | Georg Heibl / Fritz Ohlwärter (WSV Königssee)                                                    | Klaus Heiß / Walter Steinbauer / Reinhold Kögler / Hans Wagner (SV Ohlstadt)                                                  |
| 1976      |                | Stefan Gaisreiter / Donat Ertel (SV Ohlstadt)                                                    | nicht ausgetragen |
| 1977      |                | Stefan Gaisreiter / Manfred Schumann (SV Ohlstadt)                                               | Peter Hell / Hans Morant / Jürgen Kyre / Dieter Gebhard (WSV Königssee)                                                       |
| 1978      |                | Toni Mangold / Heinz Busche (SC Riessersee)                                                      | Stefan Gaisreiter / Hans Wagner / Heinz Busche / Manfred Schumann (SV Ohlstadt)                                               |
| 1979      |                | Stefan Gaisreiter / Heinz Busche (SV Ohlstadt)                                                   | Stefan Gaisreiter / Hans Wagner / Heinz Busche / Manfred Schumann (SV Ohlstadt)                                               |
| 1980      |                | Stefan Gaisreiter / Dieter Gebhardt (WSV Königssee)                                              | Toni Mangold / Löhr / Stefan Späte / Stefan Letzel (SC Riessersee)                                                            |
| 1981      |                | Klaus Kopp / Hans-Joachim Schumacher (BC Unterhaching)                                           | Walter Vorderwülbecke / Klaus Schelle / Klaus Schmuck / Thomas Weitl (SV Ohlstadt)                                            |
| 1982      |                | Jakob Resch / Alex Wernsdorfer (WSV Königssee)                                                   | Alois Schnorbus / Lothar Pongratz / U. Eisenreich / H. Metzler (BCS Winterberg)                                               |
| 1983      |                | Anton Fischer / Hans Metzler (SV Ohlstadt)                                                       | Walter Vorderwülbecke / Klaus Schelle / Klaus Schmuck / Thomas Weitl (SV Ohlstadt)                                            |
| 1984      |                | Peter Schliwa / Uli Hermann (BCS Winterberg)                                                     | Peter Schliwa / Lothar Pongratz / B. Neumann / Uli Hermann (BCS Winterberg)                                                   |
| 1985      |                | Anton Fischer / Franz Nießner (SV Ohlstadt)                                                      | Anton Fischer / Franz Nießner / Uwe Eisenreich / Markus Söhnge (SV Ohlstadt)                                                  |
| 1986      |                | Anton Fischer / Christoph Langen (SV Ohlstadt)                                                   | Christian Schebitz / Wolfgang Schöllhorn / Christoph Langen / Leroy Hieber (WSV Königssee)                                    |
| 1987      |                | Anton Fischer / Christoph Langen (SV Ohlstadt)                                                   | Michael Sperr / Andreas Groni / Klaus Schamberger / Rolf Müller (SC Riessersee)                                               |
| 1988      |                | Anton Fischer / Christoph Langen (SV Ohlstadt)                                                   | Michael Sperr / Klaus Schamberger / Florian Cruciger / Rolf Müller (SC Riessersee)                                            |
| 1989      |                | Dirk Wiese / Olaf Hampel (BCS Winterberg)                                                        | Anton Fischer / Jörg Huber / Richard Luxenburger / Christoph Langen (SV Ohlstadt)                                             |
| 1990      |                | Rudi Lochner / Markus Zimmermann (WSV Königssee)                                                 | Rudi Lochner / Uwe Höring / Matthias Zieschang / Markus Zimmermann (WSV Königssee)                                            |
| 1991      |                | Harald Czudaj / Axel Jang (SWC Zinnwald)                                                         | Harald Czudaj / Tino Bonk / Axel Jank / Alexander Szelig (SWC Zinnwald)                                                       |
| 1992      |                | Sepp Dostthaler / Mike Sehr (WSV Königssee)                                                      | Harald Czudaj / Tino Bonk / Axel Jank / Alexander Szelig (SWV Altenberg)                                                      |
| 1993      |                | Christoph Langen / Peer Jöchel (BC Unterhaching)                                                 | Wolfgang Hoppe / Bogdan Musiol / Axel Kühn / René Hannemann (WSV Oberhof)                                                     |
| 1994      |                | Sepp Dostthaler / Bogdan Musiol (SV Ohlstadt / BSR Oberhof)                                      | Wolfgang Hoppe / Ulf Hielscher / Axel Kühn / Carsten Embach (BSR Oberhof)                                                     |
| 1995      |                | Christoph Langen / Olaf Hampel (BC Unterhaching)                                                 | Harald Czudaj / Torsten Voss / Alexander Szelig / Udo Lehmann (RG Altenberg / Uerdingen)                                      |
| 1996      |                | Christoph Langen / Markus Zimmermann (BC Unterhaching / WSV Königssee)                           | Christoph Langen / Sven Rühr / Markus Zimmermann / Olaf Hampel (BC Unterhaching / WSV Königssee)                              |
| 1997      |                | Sepp Dostthaler / Thomas Platzer                                                                 | Harald Czudaj / Torsten Voss / Alexander Szelig / Udo Lehmann (SC Riesa / SK Bayer Uerdingen / SSV Altenberg / SSV Altenberg) |
| 1998      |                | Dirk Wiese / Marco Jacobs (BSC Winterberg)                                                       | Harald Czudaj / Torsten Voss / Steffen Görmer / Alexander Szelig (SC Riesa)                                                   |
| 1999      |                | Sepp Dostthaler / Olaf Hampel (BRC Hochrhein)                                                    | Harald Czudaj / Torsten Voss / Udo Lehmann / Carsten Embach (SC Riesa / SK Bayer Uerdingen / SSV Altenberg)                   |
| 2000      |                | Christoph Langen / Markus Zimmermann (BC Unterhaching)                                           | André Lange / René Hoppe / Lars Behrendt / Dirk van der Sant (BSR Oberhof / BRC Hochrhein)                                    |
| 2001      |                | René Spies / Franz Sagmeister (BSC Winterberg)                                                   | Matthias Benesch / Torsten Voss / Udo Lehmann / Alexander Szelig (SSV Altenberg)                                              |
| 2002      | Winterberg     | Christoph Langen / Marco Jakobs (BC Unterhaching)                                                | Christoph Langen / Sven Rühr / Marco Jakobs / Sven Peter (BC Unterhaching)                                                    |
| 2003      | Winterberg     | Matthias Benesch / Christoph Heyder (SSV Altenberg) und Matthias Höpfner / Marc Kühne (SC Riesa) | Matthias Höpfner / Andreas Barucha / Marc Kühne / Daniel Gärtner (SC Riesa)                                                   |
| 2004      | Königssee      | Christoph Langen / Enrico Kühn (BC Unterhaching)                                                 | Christoph Langen / Christoph Heyder / Enrico Kühn / Alexander Metzger (BC Unterhaching)                                       |
| 2005      | Altenberg      | René Spies / Franz Sagmeister (BSC Winterberg)                                                   | Hartl Sanktjohanser / Kai Kaufmann / Thomas Prange / Christian Reppe (BC Unterhaching)                                        |
| 2006      | Winterberg     | Matthias Höpfner / Marc Kühne (SC Riesa)                                                         | René Spies / Christoph Heyder / Enrico Kühn / Alexander Metzger (BSC Winterberg)                                              |
| 2007      | Königssee      | Thomas Florschütz / Mirko Pätzold (BRC Riesa)                                                    | Thomas Florschütz / Christoph Heyder / Mirko Pätzold / Sascha Schelter (BRC Riesa)                                            |
| 2008      | Altenberg      | Matthias Höpfner / Thomas Pöge (SC Oberbärenburg)                                                | Thomas Florschütz / Enrico Kühn / Mirko Pätzold / Sascha Schelter (BRC Riesa)                                                 |
| 2009      | Winterberg     | Thomas Florschütz / Marc Kühne (BRC Riesa)                                                       | André Lange / Alexander Metzger / Kevin Kuske / Martin Putze (BSR Rennsteig Oberhof)                                          |
| 2010      | Altenberg      | nicht ausgetragen                                                                                | nicht ausgetragen |
| 2011      | Winterberg     | Karl Angerer / Alexander Mann (WSV Königssee / BSC Winterberg)                                   | Manuel Machata / Florian Becke / Richard Adjei / Christian Poser (SC Potsdam)                                                 |
| 2012      | Königssee      | Thomas Florschütz / Kevin Kuske (BRC Riesa)                                                      | Manuel Machata / Andreas Bredau / Christian Poser / Michail Makarow (SC Potsdam)                                              |
| 2013      | Altenberg      | Benjamin Schmid / Christian Schmacht (WSV Königssee / SC Potsdam)                                | David Ludwig / Felix Skibbe / Steven Deja / Ben Heber (BSR Rennsteig Oberhof)                                                 |
| 2014      | Winterberg     | Albrecht Klammer / Martin Grothkopp (SC Oberbärenburg)                                           | Albrecht Klammer / Martin Rostig / Pierre Jaques / Martin Grothkopp (SC Oberbärenburg)                                        |
| 2015      | Winterberg     | Nico Walther / Marko Hübenbecker                                                                 | Maximilian Arndt / Alexander Rödiger / Kevin Korona / Ben Heber                                                               |
| 2016      | Altenberg      | Nico Walther / Christian Poser                                                                   | Nico Walther / Marko Hübenbecker / Christian Poser / Eric Franke                                                              |
| 2017      | Königssee      | Johannes Lochner / Christian Rasp                                                                | Johannes Lochner / Gregor Bermbach / Sebastian Mrowka / Christian Rasp                                                        |
| 2018      | Königssee      | Richard Oelsner / Alexander Schüller                                                             | Albrecht Klammer / Marko Hübenbecker / Florian Kunze / Philipp Wobeto                                                         |
| 2019      | Winterberg     | Nico Walther / Paul Krenz                                                                        | Nico Walther / Paul Krenz / Alexander Rödiger / Eric Franke                                                                   |
| 2020      | Altenberg      | Richard Oelsner / Issam Ammour                                                                   | Christoph Hafer / Michael Salzer / Christian Hammers / Tobias Schneider                                                       |
| 2022      | Altenberg      | Adam Ammour / Issam Ammour                                                                       | Nico Semmler / Marvin Paul / Oliver Peschk / Ruppert Schenk                                                                   |

## Damen
| Jahr | Austragungsort | Zweierbob                             |
| ---- | -------------- | ------------------------------------- |
| 2001 |                | Susi Erdmann / Tanja Hess             |
| 2002 | Winterberg     | Susi Erdmann / Annegret Dietrich      |
| 2003 | Winterberg     | Sandra Prokoff / Kathleen Hering      |
| 2004 | Königssee      | Sandra Prokoff / Anja Schneiderheinze |
| 2005 | Altenberg      | Sandra Kiriasis / Berit Wiacker       |
| 2006 | Winterberg     | Sandra Kiriasis / Berit Wiacker       |
| 2007 | Königssee      | Sandra Kiriasis / Romy Logsch         |
| 2008 | Altenberg      | Sandra Kiriasis / Berit Wiacker       |
| 2009 | Winterberg     | Sandra Kiriasis / Romy Logsch         |
| 2010 | Altenberg      |                                       |
| 2011 | Winterberg     | Sandra Kiriasis / Stephanie Schneider |
| 2012 | Königssee      | Cathleen Martini / Kristin Steinert   |
| 2013 | Altenberg      | Miriam Wagner / Lucienne Friedrich    |
| 2014 | Winterberg     | Carolin Zenker / Sarah Noll           |
| 2015 | Winterberg     | Anja Schneiderheinze / Lisette Thöne  |
| 2016 | Altenberg      | Anja Schneiderheinze / Erline Nolte   |
| 2017 | Königssee      | Miriam Wagner / Lisa Sophie Gericke   |
| 2018 | Königssee      | Christin Senkel / Franziska Bertels   |
| 2019 | Winterberg     | Mariama Jamanka / Annika Drazek       |
| 2020 | Altenberg      | Laura Nolte / Deborah Levi            |
| 2022 | Altenberg      | Maureen Zimmer / Neele Schuten        |